# Joanna Jakimiuková
Joanna Jakimiuková (* 24. srpna 1974 Vratislav, Polsko) je bývalá polská sportovní šermířka, která se specializovala na šerm kordem. Polsko reprezentovala v devadesátých letech a v prvním desetiletí jednadvacátého století. Na olympijských hrách startovala v roce 1996 v soutěži jednotlivkyň. V roce 1995 získala titul mistryně světa v soutěži jednotlivkyň. S polským družstvem kordistek vybojovala třetí místo na mistrovství světa v roce 1994 a na mistrovství Evropy v roce 1998.